# Ipatovo
Ipatovo (en russe : Ипатово) est une ville du krai de Stavropol, en Russie, et le centre administratif du raïon d'Ipatovo. Sa population s'élevait à 23 214 habitants en 2020.

## Géographie
Ipatovo est située sur la rive droite de la rivière Kalaous, à 105 km au nord-est de Stavropol et à 1 178 km au sud-sud-est de Moscou.

## Histoire
Ipatovo est fondée en 1860 sous le nom de Tchemrek. Elle est rebaptisée par la suite Vinodelnoïe (Виноде́льное, littéralement « village de vinification »), en raison de ses nombreuses caves. En 1935, elle est renommée Ipatovo en l'honneur d'un héros de la guerre civile P. M. Ipatov, qui y est décédé en 1918. Ipatovo a le statut de ville depuis 1979.

## Population
Recensements (*) ou estimations de la population
| 1908  | 1939*  | 1959*  | 1970*  | 1979*  | 1989*  |
| ----- | ------ | ------ | ------ | ------ | ------ |
| 8 271 | 12 400 | 13 670 | 18 527 | 22 027 | 26 425 |

| 2002*  | 2010*  | 2013   | 2014   | 2015   | 2016   |
| ------ | ------ | ------ | ------ | ------ | ------ |
| 28 594 | 26 055 | 25 468 | 25 155 | 24 966 | 24 782 |

| 2017   | 2018   | 2019   | 2020   | - | - |
| ------ | ------ | ------ | ------ | - | - |
| 24 390 | 24 021 | 23 579 | 23 214 | - | - |

## Économie
La région d'Ipatovo cultive le blé, l'orge, l'avoine, le maïs et les légumes, et pratique l'élevage ovin. Les ressources minérales consistent en gaz naturel, pierres, gravier, sable, argile et eau minérale. L'industrie d'Ipatovo fabrique des produits alimentaires (beurre, fromage, conserves, bière), des antibiotiques, des briques.

## Sport
La ville d'Ipatovo est aussi connu pour son club de Moto-ball, le Kolos Ipatovo, évoluant parmi les meilleurs dans le championnat national russe. L'équipe évolue au niveau semi-professionnel.